# Ольхин, Павел Матвеевич

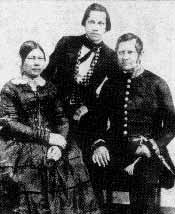
Павел Ольхин (в центре) с родителями — Матвеем Дмитриевичем и Анной Антоновной, 1851 год

Павел Матвеевич Ольхин (1830—1915) — русский популяризатор науки и техники, стенограф, редактор, переводчик. Составленный им учебник стенографии выдержал три издания.

## Биография
Родился 19 января 1830 года в д. Пейпия Ямбургского уезда Петербургской губернии. Отец — Матвей Дмитриевич Ольшванг (нем. Olschwang; 1806—1853), еврей, уроженец Митавы, после крещения по православному обряду принял фамилию Ольхин. Был известным в Санкт-Петербурге книготорговцем и издателем, но разорился. Мать — Анна Катарина, урожденная Полль (1810—1853), родилась в Нарве, в шведско-немецкой семье.
С пяти лет обучался матерью немецкому языку. В 1836 году поступил в Петришуле, где в старших классах под руководством ученого и популяризатора науки О. И. Сенковского (а позже — А. В. Старчевского) занимался переводами и написанием статей для журнала «Библиотека для чтения». Одновременно в школе Б. С. Якоби он овладел специальностью гальванопластика. В 1850—1851 годах учился в петербургской Академии художеств на архитектора, но прервал занятия по семейным обстоятельствам.
В 1853—1858 годах Ольхин учился в Медико-хирургической академии, был близок к профессорам Н. Н. Зинину, В. Л. Груберу и П. Ю. Неммерту. Его другом юности был химик и композитор А. П. Бородин. Во время учебы дополнительно на жизнь зарабатывал переводами медицинской литературы.
В 1860 году издатель М. О. Вольф пригласил Ольхина редактировать новый журнал «Вокруг света» (1861—1868) и его приложение «Природа и землеведение» (1862—1867). В эти годы Ольхин с семьёй жил в Нюрнберге, где занимался переводами и составлением статей для журнала. Он освоил и приспособил к русскому языку немецкую стенографию по методу Габельсбергера. В 1864 году он участвовал в конкурсе по внедрению в России стенографии. Получив одобрение Министерства народного просвещения, он организовал курсы стенографии в Санкт-Петербурге (руководил ими в 1865—1877 годах).
Увлечение химией и техникой привело Ольхина к профессиональным занятиям фотографией, на эти темы им написано 8 книг и брошюр.
Умер 1 августа 1915 года в Петрограде.

## Семья
- Был женат (с 1858 года) на Софье Карловне, урождённой Маркузе, уроженки Митавы из принявшей лютеранство еврейской семьи.
- Дети:
  - Елена Павловна (1859—1936), вышла замуж за германского подданного Эдуарда Визенталя, проживала в Берлине, а затем в Санкт-Петербурге.
  - Константин Павлович (1862—1891), провинциальный оперный певец, основал в Саратове при театре первую постоянную оперную труппу.
  - Александр Павлович (1864—1931), окончил Военно-медицинскую академию, работал врачом.

## Заслуги
- Действительный член Общества естествознания в Нюрнберге (186?).
- Член Политехнического общества в Санкт-Петербурге (1869, позднее — Русское техническое общество), с 1906 года — почётный член.
- Действительный член Русского географического общества (1901).
- Член Фребелевского общества (1871).

## Переводы
- Многочисленность обитаемых миров Архивная копия от 30 января 2020 на Wayback Machine / Сочинение Камилля Фламмариона, профессора астрономии в Париже; Перевод с французского П. Ольхина. — Санкт-Петербург: М. О. Вольф, 1865. — 360, II; 18 см;
- Путешествие по Амуру и Восточной Сибири. С прибавлением статей из путешествий Г. Радде, Р. Маака и других / [Соч.] А. Мичи; Перевод с немецкого П. Ольхина. — Санкт-Петербург; Москва: М. О. Вольф, 1868. — IV, 351 с.; ил.; 22 см;
- От Земли до Луны Архивная копия от 7 мая 2020 на Wayback Machine. Сочинение Жюля Верна. С сорока одним политипажем. Перевод с французского П. М. Ольхина. — Санкт-Петербург: Издание книгопродавца М. О. Вольфа, 1870.